# 1276

## Esdeveniments
Països Catalans
- Al sud del Regne de València, al-Azraq comença la tercera revolta mudèjar.

Resta del món
- Guerra entre Rodolf I d'Alemanya i Otakar II de Bohèmia.[1]
- És l'únic «any dels quatre papes» en la història de l'Església catòlica: Gregori X, mort el 10 de gener; Innocenci V del 21 de gener al 22 de juny; Adrià V de l'11 de juny al 18 d'agost i finalment Joan XXI des del 20 de setembre.

## Naixements
Països Catalans
- Sanç I de Mallorca, rei de Mallorca i comte de Rosselló i Cerdanya.

Resta del món
- William Wallace, heroi escocès.
- 19 d'octubre - Japó: Príncep Hisaaki, tretzè shogun.

## Necrològiques
Països Catalans
- 27 de juliol - València: Jaume I, rei de València, Mallorca i Aragó i comte de Barcelona.[2]

Resta del món
- 10 de gener: Gregori X, papa
- 22 de juny: Innocenci V, papa
- 18 d'agost: Adrià V, papa